# Abschleppöse

Schema versetztes Fahren

Eine Abschleppöse ist eine abgerundete, meist ring- oder halbkreisförmige Vorrichtung an Fahrzeugen zur sicheren Befestigung von Abschleppseilen, Abschleppstangen oder anderen geeigneten Berge- oder Zugmitteln.

## Ausführung
Abschleppösen müssen fest mit den tragenden Teilen der Karosserie verbunden sein, um auftretende Kräfte sicher aufnehmen zu können. Je nach Fahrzeugmodell sind Abschleppösen bereits vom Hersteller vormontiert oder müssen bei Bedarf eingeschraubt werden. Zum Teil sind sie auch hinter Klappen oder Abdeckungen versteckt.
Um dem hinteren Fahrer eine verbesserte Sicht auf das Verkehrsgeschehen zu ermöglichen, wird mit den Positionen der Abschleppösen ein versetztes Fahren unterstützt: der hintere Fahrer sieht (bei Rechtsverkehr) links an dem vorderen Fahrzeug vorbei. Hierzu ist die Abschleppöse des Zugfahrzeugs links von der Mitte angebracht, und die Abschleppöse des gezogenen Wagens rechts von der Mitte. Bei versetztem Fahren kann so das Abschleppseil (besser: eine Abschleppstange) gerade bleiben. Die Übersicht ist insbesondere beim Abschleppen mit Seil wichtig, weil es dem Fahrer des abgeschleppten Fahrzeugs das rechtzeitige Bremsen erleichtert. Zum weiteren Vorgehen siehe den Hauptartikel Abschleppen.

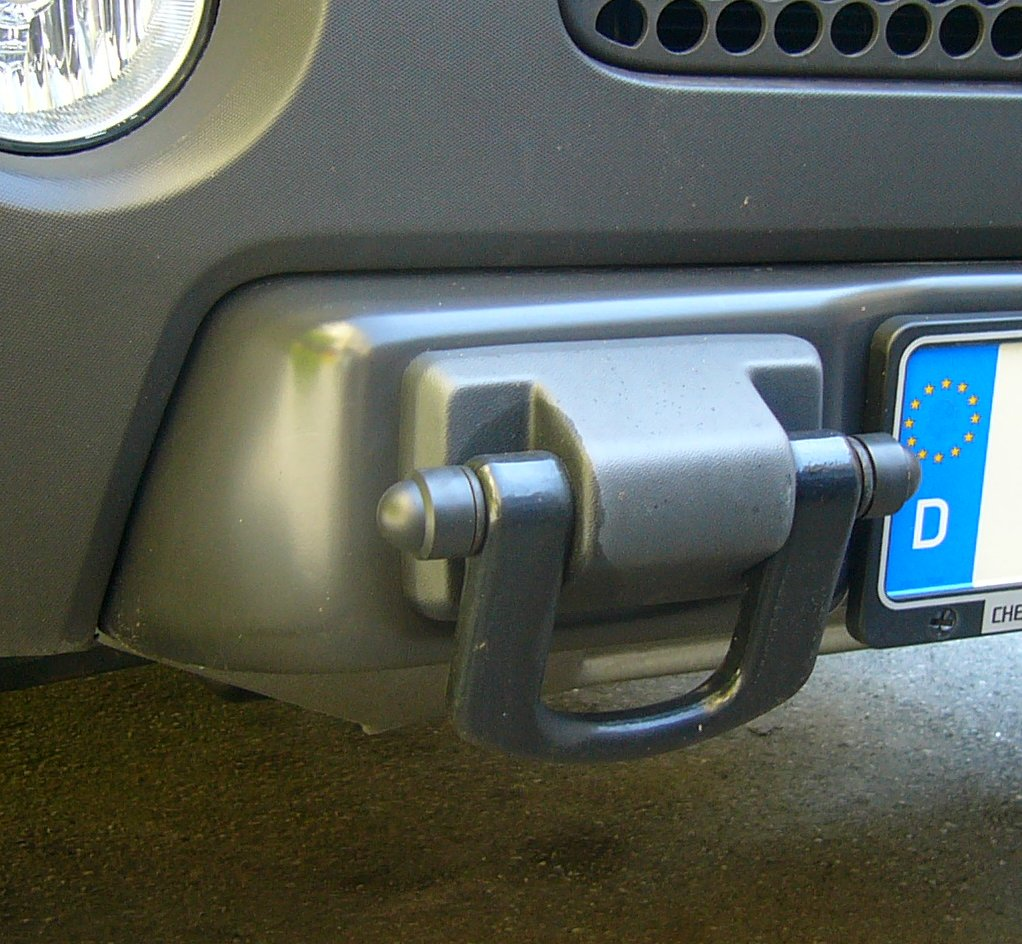
Abschleppöse bei einem Geländewagen (vorne)
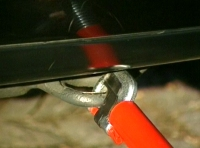
Abschleppöse (hinten) mit eingehängter PKW-Abschleppstange
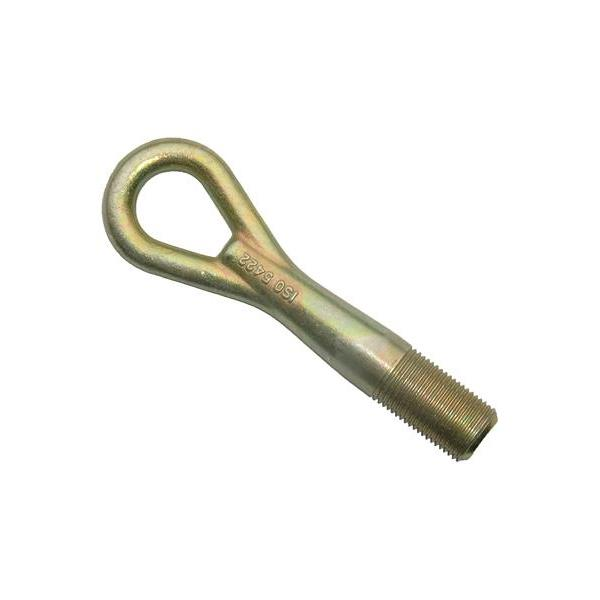
Abschleppöse
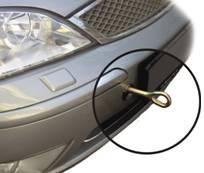
Eingeschraubte Abschleppöse

## Vorschriften

### Straßenverkehr
In Deutschland sind an Kraftfahrzeugen Abschleppösen Pflicht und durch die StVZO § 43 „Einrichtungen zur Verbindung von Fahrzeugen“ geregelt: (…) (2) Mehrspurige Kraftfahrzeuge mit mehr als einer Achse müssen vorn, Personenkraftwagen – ausgenommen solche, für die nach der Betriebserlaubnis eine Anhängelast nicht zulässig ist – auch hinten, eine ausreichend bemessene und leicht zugängliche Einrichtung zum Befestigen einer Abschleppstange oder eines Abschleppseils haben. An selbstfahrenden Arbeitsmaschinen und Staplern darf diese Einrichtung hinten angeordnet sein (siehe § 43 Abs. 2 StVZO).
In Österreich und der Schweiz gibt es ähnliche Vorschriften.

### Rennfahrzeuge
Bei offiziellen Wettbewerben müssen teilnehmende Fahrzeuge mit einer vorderen und hinteren Abschleppöse ausgerüstet sein, die der Vorschrift der FIA Norm (50er dorn) entspricht. Zudem müssen diese klar erkennbar (nicht verdeckt) und gelb, rot oder orange lackiert sein. Es sind aber je nach Ausrichter und Veranstaltung auch andere Normen und Ausführungen möglich.